# 薬院駅
薬院駅（やくいんえき）は、福岡県福岡市中央区白金一丁目にある西日本鉄道（西鉄）・福岡市地下鉄の駅。西鉄の天神大牟田線と地下鉄の七隈線の2路線が乗り入れるほか、天神大牟田線から博多駅・六本松方面へのバス乗換え駅として機能するなど交通の結節点となっている。

## 歴史
- 1927年（昭和2年）6月1日：九州鉄道（現西鉄）薬院駅開業。1927年3月26日に開業した九州水力電気（後の福博電車）城南線の城東橋電停に接続。
- 1968年（昭和43年）：駅舎改築。
- 1975年（昭和50年）11月2日：西鉄福岡市内線城南線廃止。
- 1985年（昭和60年）11月：高架化工事着工。
- 1995年（平成7年）3月25日：福岡 - 平尾間の高架化工事完成に伴い高架化[1]。全列車の停車駅となる[2]。
- 1996年（平成8年）3月：現駅舎完成。
- 2005年（平成17年）2月3日：地下鉄七隈線薬院駅開業。開業時から業務委託駅[3]。
- 2011年（平成23年）3月2日：地下鉄薬院駅に駅ナンバリングを導入。
- 2017年（平成29年）2月1日：西鉄薬院駅に駅ナンバリングを導入[4]。

## 駅構造

### 西日本鉄道

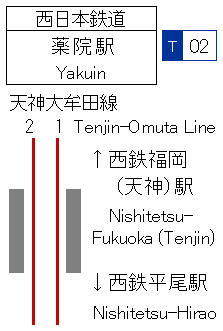
配線図

相対式ホーム2面2線を有する高架駅である。全列車が停車する。駅番号はT02。ホーム有効長は10両分ある。

#### のりば
| のりば | 路線          | 方向 | 行先                             |
| ------ | ------------- | ---- | -------------------------------- |
| 1      | ●天神大牟田線 | 下り | 二日市・久留米・柳川・大牟田方面 |
| 2      | ●天神大牟田線 | 上り | 福岡（天神）ゆき                 |

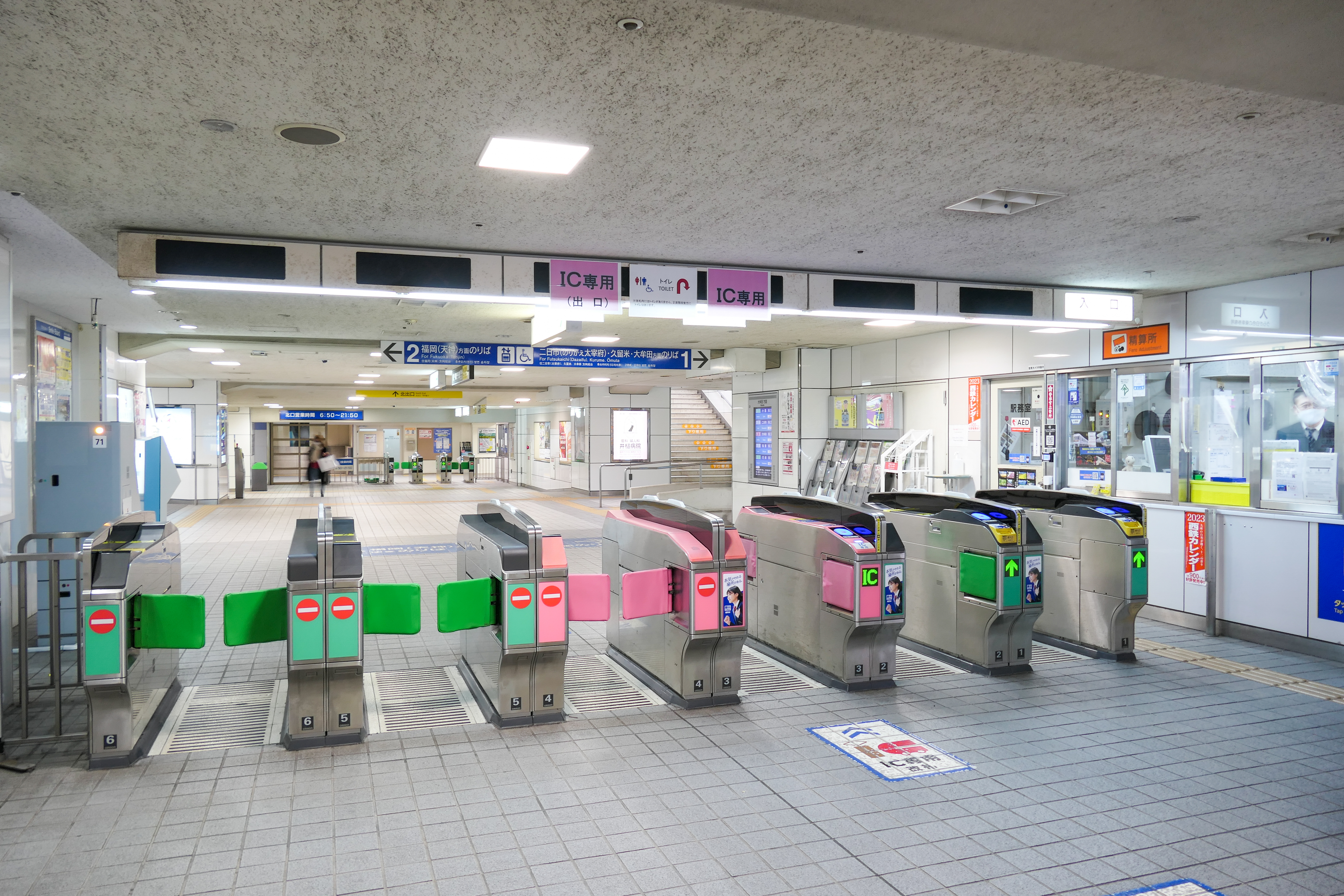
中央改札口（2022年12月）
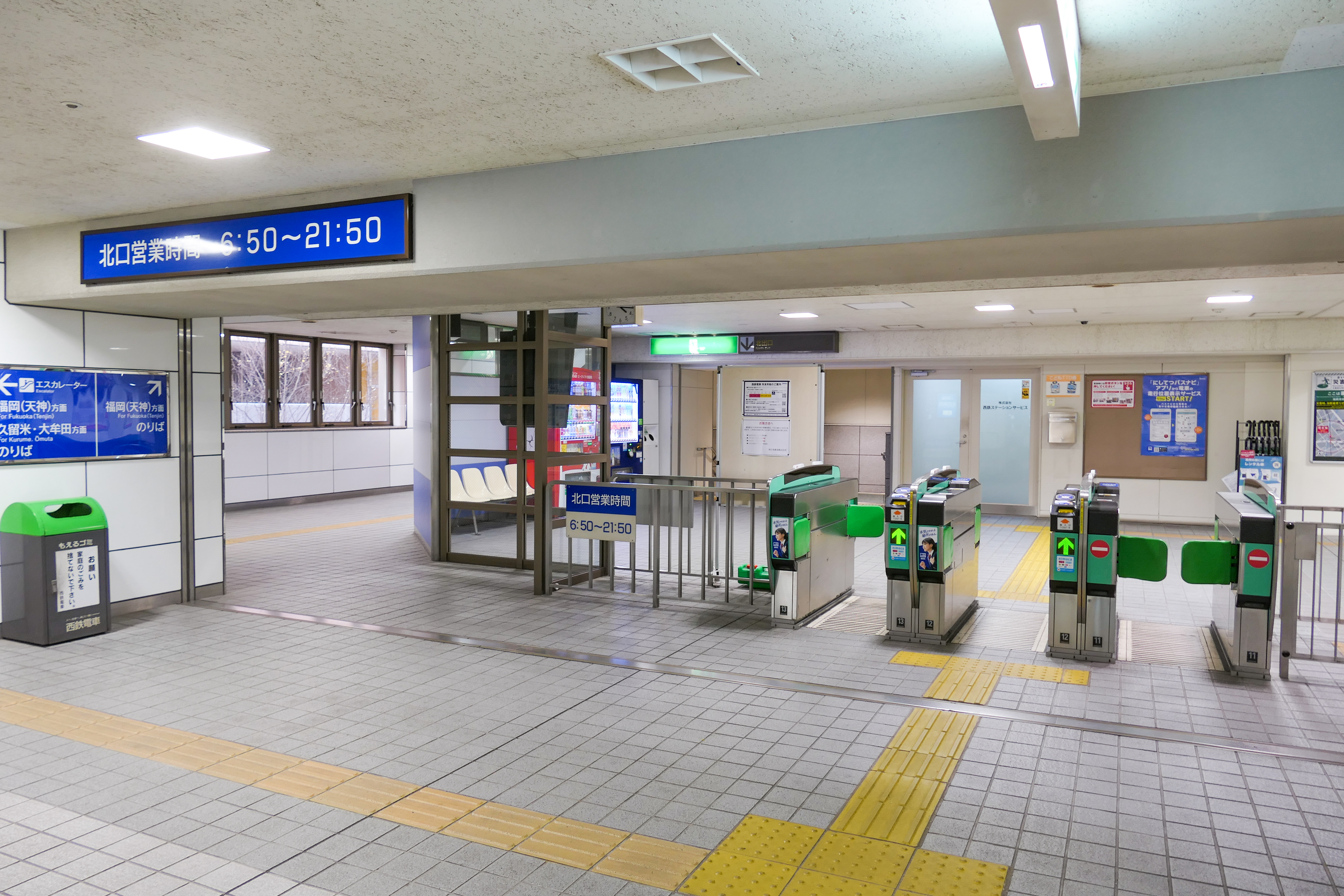
北改札口（2022年12月）
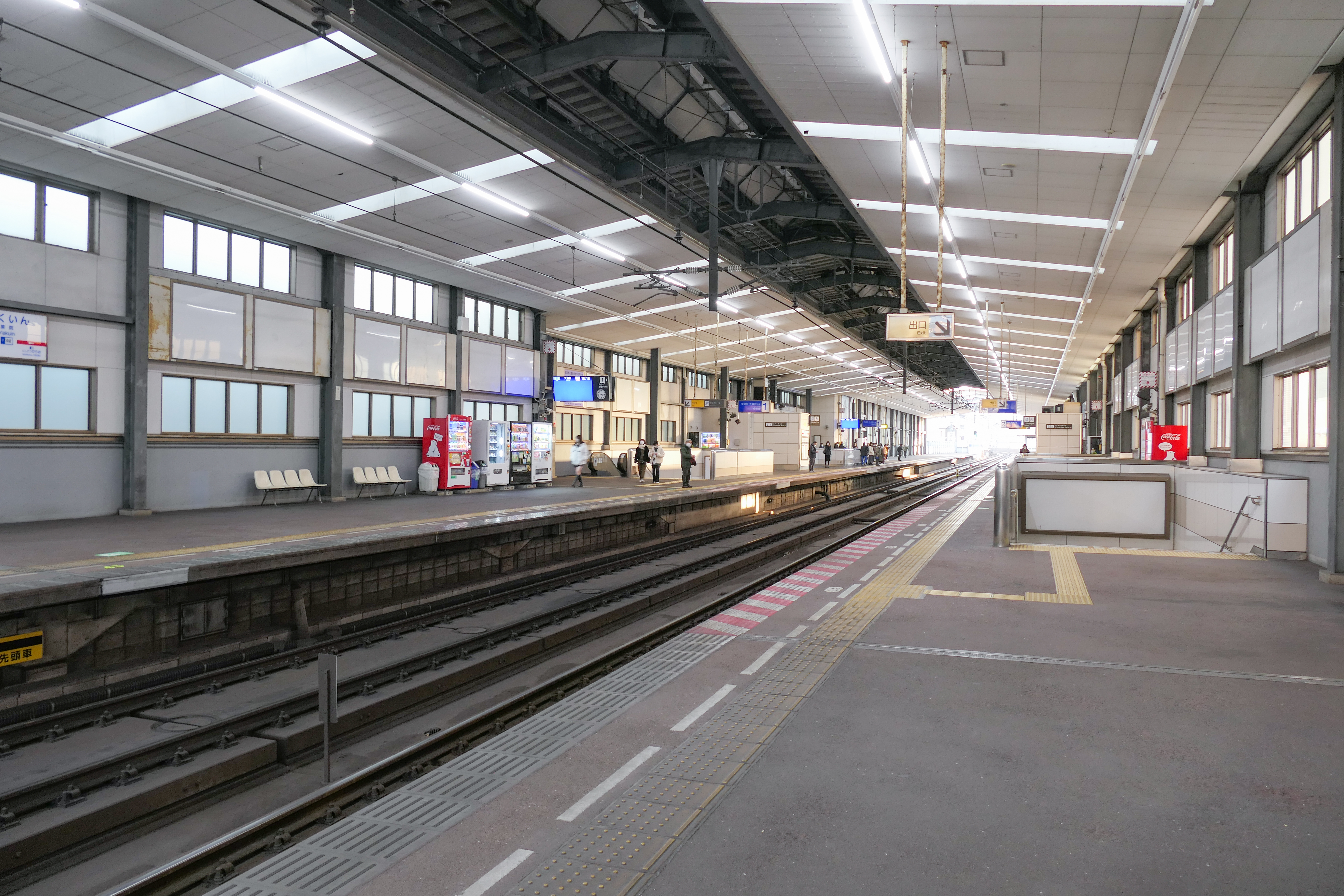
ホーム（2022年12月）

### 福岡市地下鉄

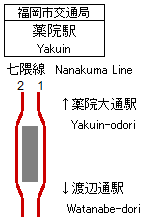
配線図

島式ホーム1面2線を有する地下駅。城南線の地下に位置する。エレベーターは七隈線の改札階から西鉄の改札階まで直通している。駅番号はN14。
駅のシンボルマークは空港線・箱崎線のシンボルマークをデザインした西島伊三雄が2001年に死去したため、それ以前に描かれていた原案を元に、息子で同じくグラフィックデザイナーの西島雅幸が完成させた。モチーフは「薬院」に因んだ乳鉢と乳棒。
天神南駅が管理し、JR九州サービスサポートが駅業務を受託する業務委託駅である。
| 地階    | 出入口                       | 出入口                                     |
| 地下1階 | コンコース階                 | コンコース、案内所、自動券売機、自動改札口 |
| 地下1階 | コンコース階                 | トイレ（改札内）                           |
| 地下2階 | 1番ホーム                    | ■七隈線 博多方面（渡辺通駅）→              |
| 地下2階 | 島式ホーム，右側のドアが開く |                                            |
| 地下2階 | 2番ホーム                    | ←■七隈線 橋本方面（薬院大通駅）            |

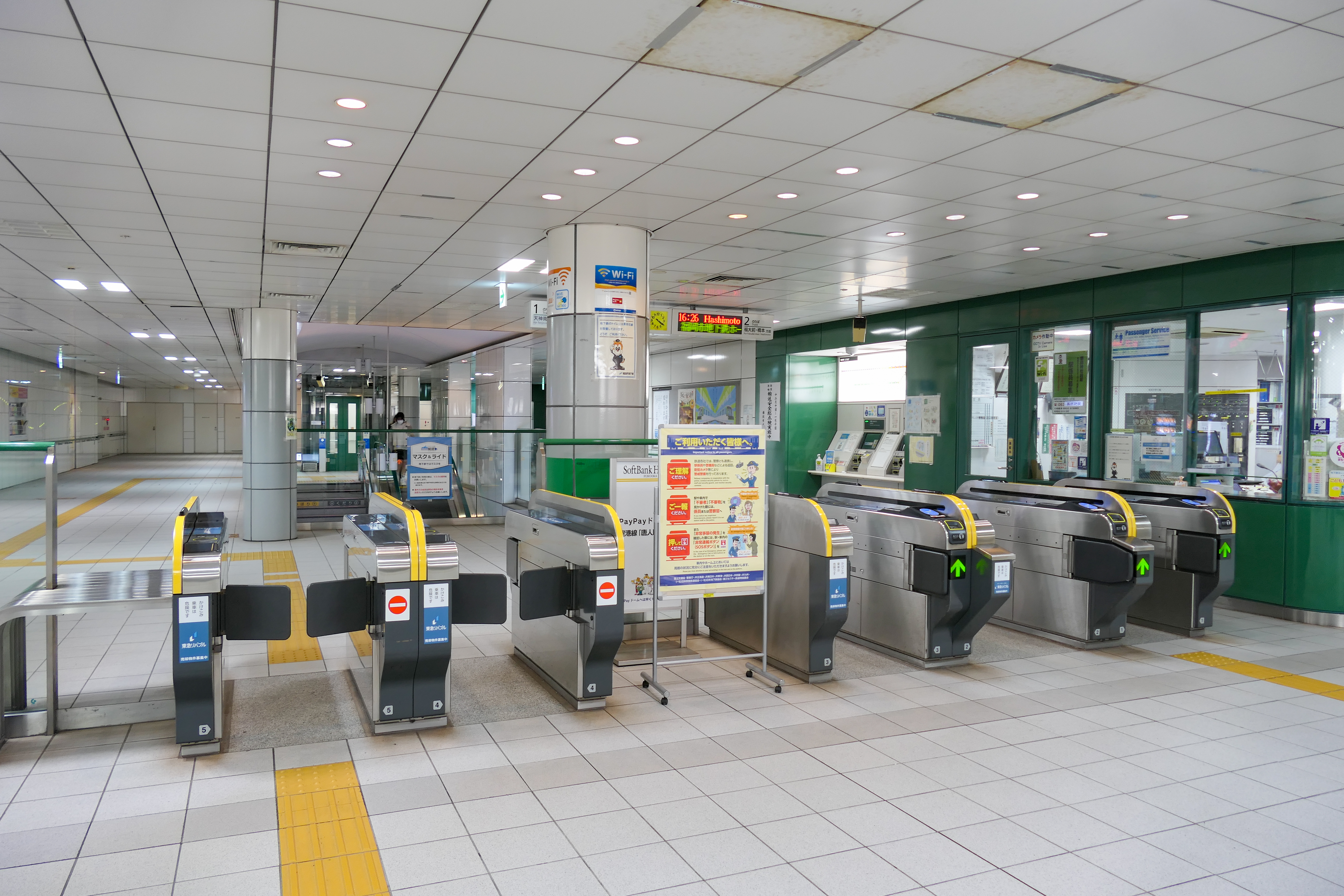
改札口（2022年12月）
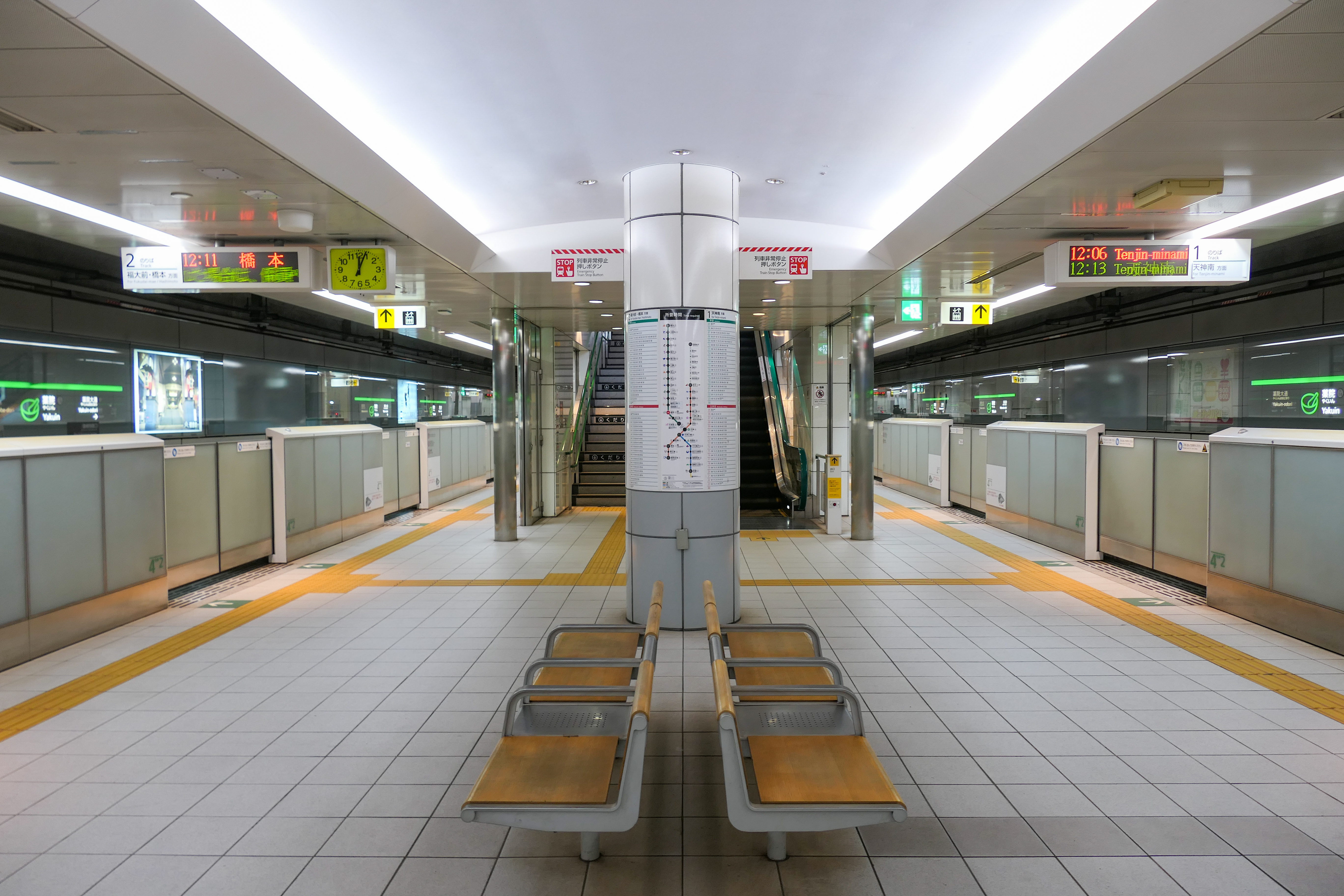
ホーム（2022年12月）
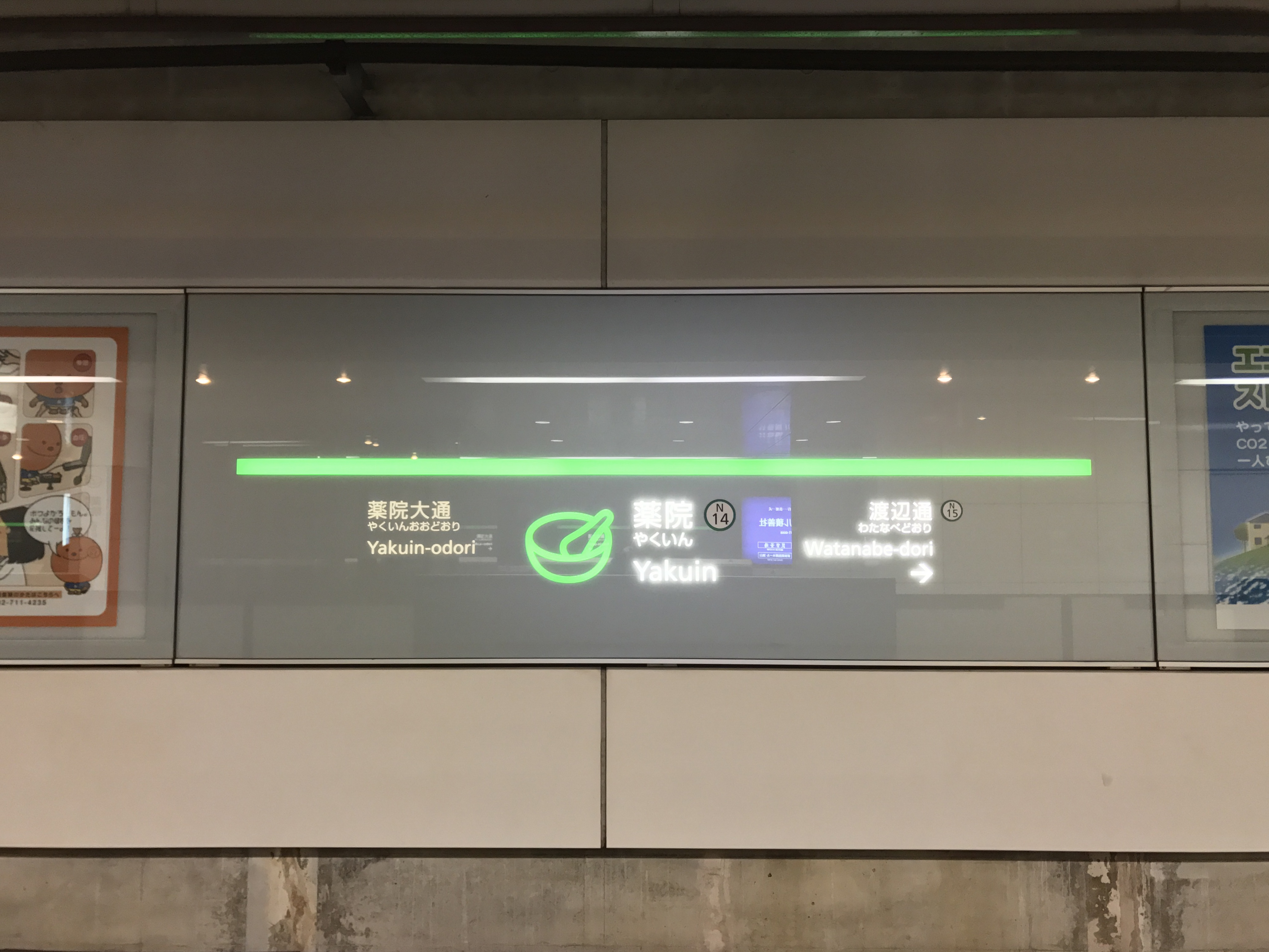
駅名標（2017年2月）

## 利用状況
- 西日本鉄道 - 2024年度の1日平均乗降人員は42,346 人であり[西鉄 1]、西鉄の駅では隣の西鉄福岡（天神）駅に次いで2番目に多い[7]。当駅は2012年度に西鉄久留米駅を抜いて2番目の乗降人員となった。2020年度に入って大橋駅に抜かれたが、2023年度に大橋駅を抜いて再び2番目に浮上した。
- 福岡市交通局 - 2023年度の1日平均乗車人員は13,368人であり、七隈線の駅では博多駅、天神南駅に次いで3番目に多い[8]。

| 年度               | 西日本鉄道       | 西日本鉄道       | 福岡市交通局     |
| 年度               | 1日平均 乗降人員 | 1日平均 乗車人員 | 1日平均 乗車人員 |
| ------------------ | ---------------- | ---------------- | ---------------- |
| 1996年（平成08年） | 31,844           | 15,921           | 未開業           |
| 1997年（平成09年） | 31,973           | 15,910           | 未開業           |
| 1998年（平成10年） | 31,907           | 15,847           | 未開業           |
| 1999年（平成11年） | 31,926           | 15,836           | 未開業           |
| 2000年（平成12年） | 31,452           | 15,685           | 未開業           |
| 2001年（平成13年） | 30,847           | 15,834           | 未開業           |
| 2002年（平成14年） | 30,332           | 15,142           | 未開業           |
| 2003年（平成15年） | 31,145           | 15,585           | 未開業           |
| 2004年（平成16年） | 31,364           | 15,644           | 3,784            |
| 2005年（平成17年） | 33,277           | 16,608           | 4,883            |
| 2006年（平成18年） | 34,137           | 17,088           | 6,040            |
| 2007年（平成19年） | 34,770           | 17,429           | 6,661            |
| 2008年（平成20年） | 34,733           | 17,537           | 7,063            |
| 2009年（平成21年） | 34,645           | 17,482           | 6,770            |
| 2010年（平成22年） | 35,124           | 17,701           | 7,068            |
| 2011年（平成23年） | 35,657           | 17,959           | 7,427            |
| 2012年（平成24年） | 35,656           | 17,973           | 7,473            |
| 2013年（平成25年） | 36,656           | 18,469           | 7,632            |
| 2014年（平成26年） | 38,310           | 19,309           | 8,083            |
| 2015年（平成27年） | 39,513           | 20,020           | 7,870            |
| 2016年（平成28年） | 39,891           | 20,079           | 8,819            |
| 2017年（平成29年） | 40,912           | 20,619           | 9,330            |
| 2018年（平成30年） | 41,756           | 21,024           | 9,797            |
| 2019年（令和元年） | 42,239           | 21,306           | 10,189           |
| 2020年（令和02年） | 29,871           |                  | 6,718            |
| 2021年（令和03年） | 32,366           |                  | 8,239            |
| 2022年（令和04年） | 35,012           |                  | 9,528            |
| 2023年（令和05年） | 39,786           |                  | 13,368           |
| 2024年（令和06年） | 42,346           |                  |                  |

## 連絡定期券の取り扱い
西鉄天神大牟田線と地下鉄七隈線では連絡定期券が発売されており、両社の定期券を1枚として購入できる。当駅を乗換え駅とする経路のほか、天神〔西鉄福岡（天神）駅と地下鉄天神南駅〕を乗換え駅とする経路の連絡定期券も購入できる。通勤定期券のみならず通学定期券についても同様の取扱いとなっている。

## 駅周辺
天神の南側に位置する。駅名の「薬院」は駅周辺にある地区名であるが、駅そのものは白金地区に位置しており、駅前の道路（城南線）を約50m西側に進んで橋を渡った先が薬院地区となる。
駅自体が西鉄薬院駅ビルとして、書店や喫茶店などが入居している。
周辺は大規模な店舗は少なく、事業所、事務所、大手企業の支店などが比較的多い。
交通
- 城南線
- 高宮通り（県道31号）
- 渡辺通り（県道602号）
- 西鉄バス「薬院駅前」停留所

ホテル
- クインテッサホテル福岡天神南
- グランドキャビン天神南
- 福岡東映ホテル
- ホテルニューガイア薬院
- ホテルエルビー福岡

なお、福岡市初のシティホテルとして1968年（昭和43年）に開業したタカクラホテル福岡は、2020年以降、新型コロナウイルスの流行の影響により稼働率が低下し、2021年1月末で自主廃業となった。
企業等
- NTTドコモ 九州支社（元NTTドコモ九州 本社）
- 河合塾福岡校
- キューサイ本社
- 九州電力
- 小学館福岡ビル
- ジャパネットたかた福岡コールセンター
- トーハン九州支店
- 凸版印刷西日本事業本部
- 飛島建設九州
- 日本基督教団福岡渡辺通教会
- 日本出版販売九州支店
- 西鉄旅行
- 西鉄国際ビジネスカレッジ
- PL教団福岡中央教会
- 福岡天神医療リハビリ専門学校
- レベルファイブ本社

商店
- にしてつストア薬院店

## その他
- 当駅と平尾駅の間は直上高架化で対応した[1]が、当駅と西鉄福岡（天神）駅の間は、西鉄イン天神や天神バスセンター及びソラリアターミナルビル駐車場に繋がるスロープ部分が旧地平時代の線路跡である。
- 西鉄福岡市内線廃止前は城南線と平面交差しており、デッドセクションがあった。この平面交差部分が、タモリを鉄道ファンの道へと引き込んだ契機（「線路に興味を持つきっかけ」）であったと、本人がタモリ倶楽部内で告白している（2007年4月13日放送「来てよし!見てよし!休んでよし!今夜決定!三ツ星ステーション」）。なお、最寄り電停は城東橋電停。
- 西鉄天神大牟田線の上り線は、次の駅が終点でしかも距離が800mしか離れていないためか、乗車のために利用する人はあまり多くはない。上りホームには、電光掲示板は設置されていない。
- 西鉄天神大牟田線の全列車が停車するようになったのは1995年のダイヤ改正時からであるが、これは、福岡（天神）駅の工事がきっかけで、混雑を緩和し乗客を分散させる狙いがあった（ただし、それ以前にも朝の上り列車は全停車していた）。天神の重心が南下した影響も加わり、工事が終わった今も従前同様に乗客を分散し、且つ地下鉄七隈線や博多駅方面行きバス利用客への利便を図るため[要出典]、引き続き全列車が停まる。
- 吉田初三郎の鳥瞰図ではやくゐんと表記している。

## 隣の駅
西日本鉄道
■天神大牟田線
■特急・■急行
西鉄福岡（天神）駅（T01） - 薬院駅（T02） - 大橋駅（T05）
■急行（平日朝上り）
西鉄福岡（天神）駅（T01） ← 薬院駅（T02） ← 西鉄平尾駅（T03）
■普通
西鉄福岡（天神）駅（T01） - 薬院駅（T02） - 西鉄平尾駅（T03）
福岡市地下鉄
 七隈線
薬院大通駅（N13） - 薬院駅（N14） - 渡辺通駅（N15）